# Болле, Амеде

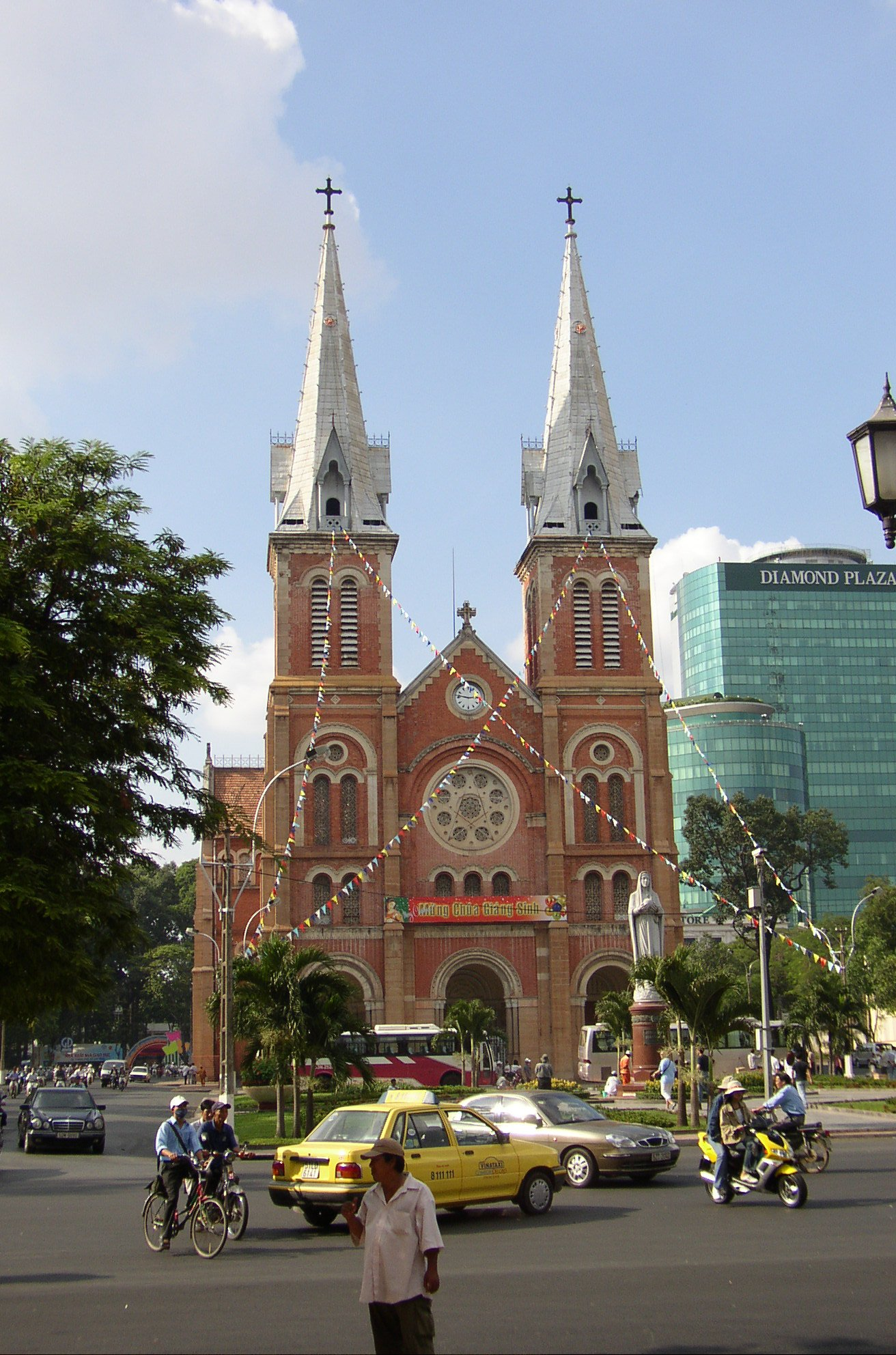
Нотр-Дам-де-Сайгон с колоколами от Болле

Амеде-Эрнест Болле (фр. Amédée Bollée, 11 января 1844 — 20 января 1917, Париж) — французский литейщик колоколов и изобретатель, специализировавшийся на паровых машинах. После 1867 года был известен как «папа Болле». Это прозвище придумано, чтобы не путать Амеде-Эрнеста с его сыном, Амеде-Эрнестом-Мари Болле (1867—1926).

## Биография
Родился 11 января 1844 года.
Болле был старшим сыном Эрнеста-Силвена Болле, литейщика колоколов и изобретателя, переехавшего на Ле-Ман в 1842 году. В 1860-е он серьёзно заболел и постепенно начал передавать свой бизнес сыновьям. Амеде-Эрнест получил завод по отливанию колоколов, в то время как Эрнест-Жюль (1846—1922) руководил производством гидроподъёмников, а самый юный — Огюст-Силвен Болле (1847—1906) — получил в наследство ветрогенератор, более известный, как «ветряк Болле».

## Паровые машины

### L’Obéissante

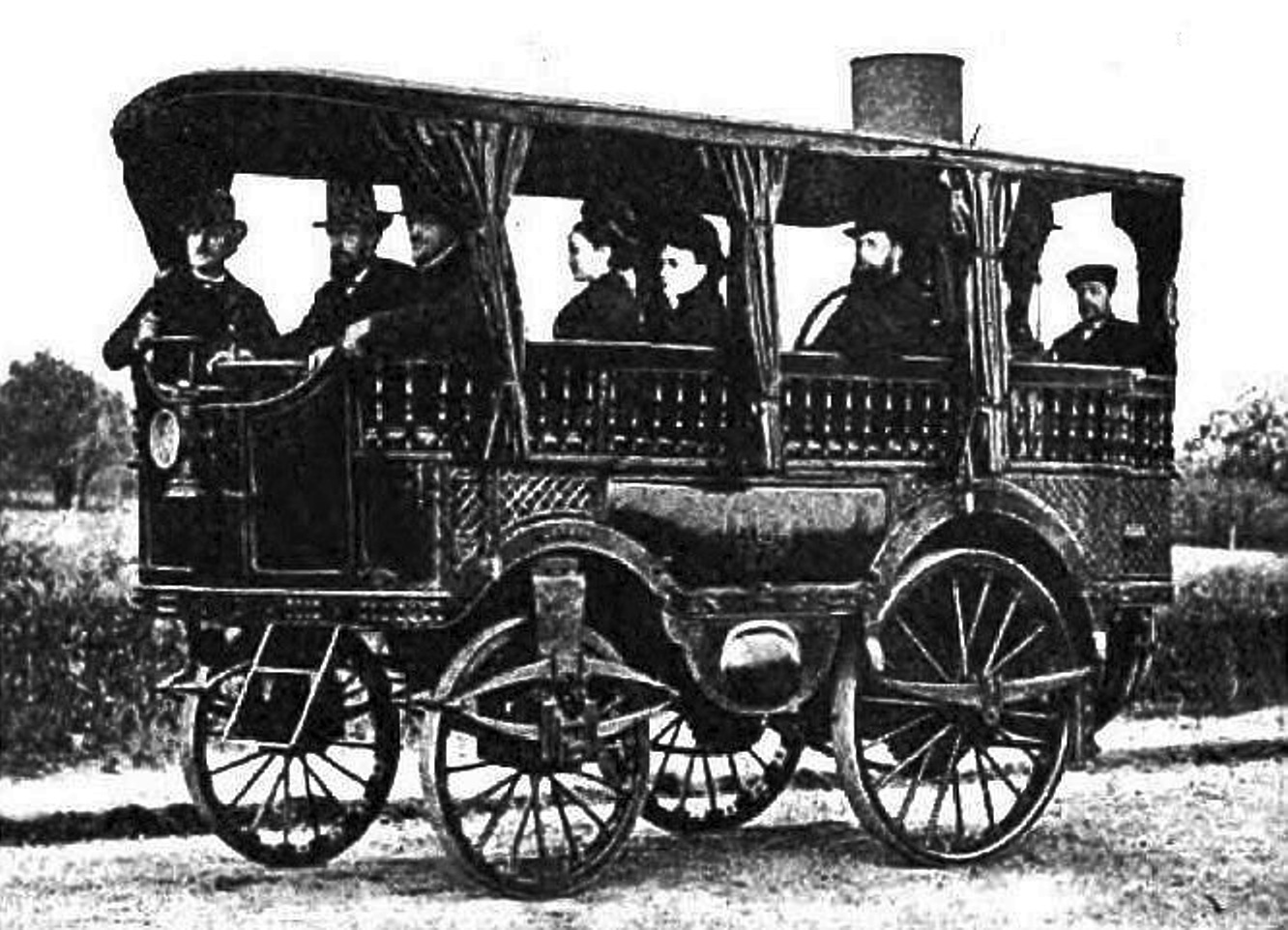
L’Obéissante — 1875 г.

Свою первую паровую машину Амеде Болле сделал в 1873 году.
Через 2 года его «L’Obéissante» («Послушный») совершил первое путешествие от Ле-Мана до Парижа за 18 часов. «L’Obéissante» вмещал 12 пассажиров и имел скорость в 30 км/ч (максимальная скорость — 40 км/ч). Он управлялся двумя паровыми двигателями, каждый из которых управлял каждым задним колесом.
Ныне он хранится в Музее искусств и ремёсел в Париже.

### La Mancelle

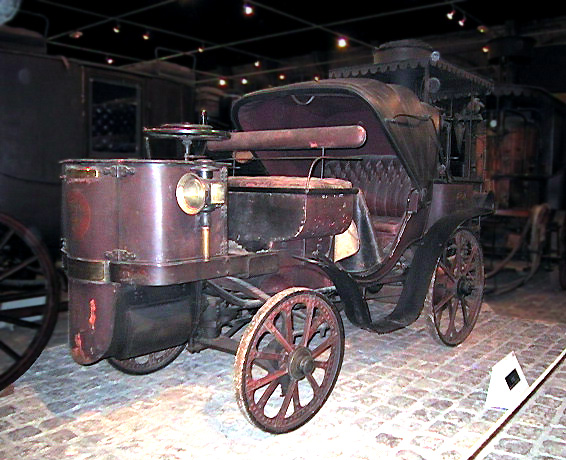
La Mancelle — 1878 г.

В 1878 году Болле сделал «La Mancelle», который некоторыми рассматривается как первый серийный автомобиль (было изготовлено 50 экземпляров). Он имел две новинки для того времени — задний привод и независимые подвески для всех четырёх колёс.
Ныне хранится в Музее 24 часов Ле-Мана.

### Мария-Анна (Marie-Anne)

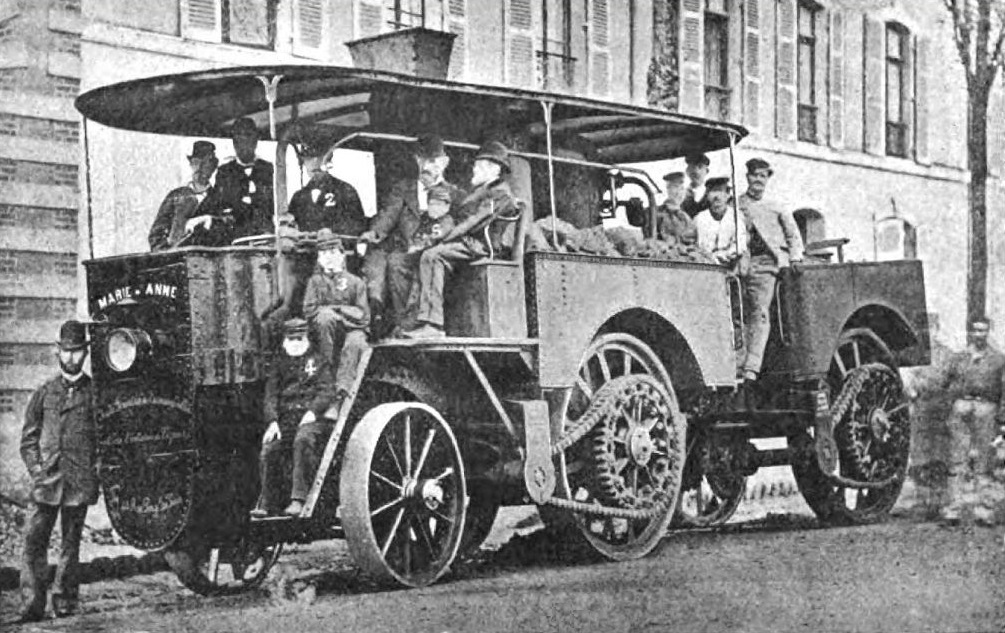
Marie-Anne — 1879 г.

Публичные демонстрации «L’Obéissante» и «La Mancelle» принесли фабрике Болле много заказов, и папа Амеде получил заказ от военного ведомства на автопоезд для буксировки артиллерийских орудий калибра 105—138 мм, который был завершен в 1879 году. Помимо мощности в 10 л. с., «Мария-Анна» имела коробку передач с тремя скоростями и была способна с 6 % уклоном нести 35 тонн. Автопоезд состоял из 2-осной передней секции с паровым котлом, паровой машиной и наружным цепным приводом задних колёс, и одноосного угольного прицепа с ведущими колёсами. На испытаниях с тремя гружёными прицепами машина развивала скорость 18 км/ч.
«Мария-Анна» имела схожий с «La Mancelle» дизайн. Тендер мог перевозить уголь и воду.

### La Rapide
«La Rapide» («Быстрый») был построен в 1881 году и имел скорость в 62 км/ч. В этой машине были сгруппированы котёл, двигатель и элементы управления в передней части автомобиля.